# Vattenpolo vid olympiska sommarspelen 1956
Vattenpoloturneringen vid Olympiska sommarspelen 1956 avgjordes i Melbourne.

## Medaljsummering
| Gren                          | Guld | Silver | Brons |
| Herrarnas vattenpoloturnering | Ungern Antal Bolvári Ottó Boros Dezső Gyarmati István Hevesi László Jeney Tivadár Kanisza György Kárpáti Kálmán Markovits Mihály Mayer István Szívós Ervin Zádor Huvudtränare: Béla Rajki | Jugoslavien Ivo Cipci Tomislav Franjković Vladimir Ivković Zdravko Ježić Hrvoje Kačić Zdravko Kovačić Lovro Radonjić Marijan Žužej Huvudtränare: File Bonačić | Sovjetunionen Viktor Agejev Pjotr Breus Boris Gojchman Nodar Gvacharia Vjatjeslav Kurennoj Boris Markarov Petre Msjvenieradze Valentin Prokopov Michail Ryzjak Jurij Sjljapin Huvudtränare: Vitalij Usjakov |

## Blodet i vattnet-matchen
Vattenpolomatchen Ungern-Sovjetunionen i OS 1956 ("Blodet i vattnet", ungerska Melbourne-i vérfürdő; "Blodbadet" i Melbourne) utspelades den 6 december 1956 i Melbourne i Australien vid Olympiska sommarspelen 1956 och är den mest kända vattenpolomatchen i sportens historia.
Matchen spelades den 6 december 1956, endast en månad efter Ungernrevolten. Ungern vann med 4-0. Namnet The "Blood in the water match" eller "Blodet i vattnet-matchen" myntades av medierna efter det att den ungerske spelaren Ervin Zádor steg upp ur vattenbassängen, när två minuter återstod, med blod forsande under ena ögat efter att ha fått ett knytnävsslag från en sovjetisk spelare. Ett stort tumult uppstod.
Under 2006, inför 50-årsjubileet av Ungernrevolten 1956, släpptes en dokumentärfilm Freedom's Fury som beskrev denna historiska vattenpolomatch. Ytterligare en film har producerats under titeln Children of Glory (Szabadság, szerelem på ungerska), Filmen visar händelser kring 1956 års revolution ur en av vattenpolospelarnas och en kvinnlig students perspektiv.